# Alidé Sans

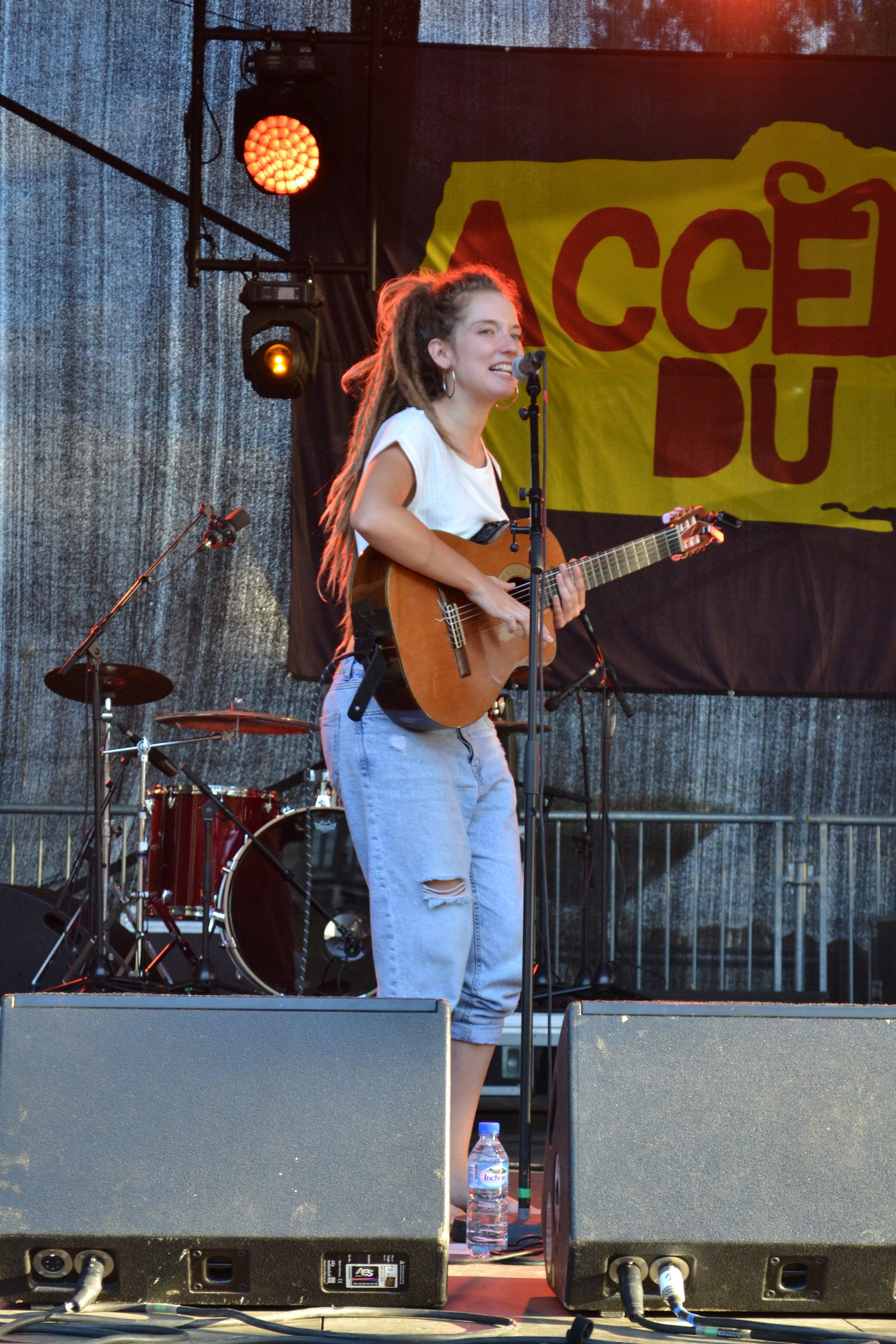
Alidé Sans in Pau

Alidé Sans Mas (* 19. März 1993 in Vielha e Mijaran, Val d’Aran, Katalonien, Spanien) ist eine aranesische Sängerin sowie Aktivistin und Politikerin (Aran Amassa) mit linker okzitanisch-nationalistischer Ausrichtung. Seit 2023 ist sie Bürgermeisterin der Gemeinde Bausen im Val d’Aran.

## Privates
Sie ist Tochter vom aranesischen Politiker Jusèp Loís Sans und der aranesischen Sängerin und Komponistin Lúcia Mas Garcia.

## Musik
Alidé Sans bedient sich Elementen aus den Stilen Soul, Reggae und Rumba gepaart mit traditionellen Elementen der aranesischen Musik und Folk; alle Texte singt sie dabei in aranesischer Sprache. Sie gehörte zu den Fürsprecherinnen der Initiative Stop JJOO 2030, welche sich gegen die Austragung der Olympischen Winterspiele 2030 in den katalanischen Pyrenäen einsetzte, wofür sie mit anderen katalanischen Musikschaffenden den Song La Terra per sembrar veröffentlichte. Somit greift ihr politisches und musikalisches Engagement auch ineinander. Sie trat in der Vergangenheit unter anderem bereits bei Festivals im französischen Okzitanien, Katalonien, València und Washington D.C. auf.

## Politik
Nach den Kommunalwahlen in Spanien 2019 wurde sie die erste und damals einzige Gemeinderätin für Aran Amassa in ihrer Heimatgemeinde Bausen. Bei den Kommunalwahlen in Spanien 2023 gewann Aran Amassa dort alle drei Sitze und Alidé Sans wurde Bürgermeisterin der Gemeinde.